# Dusura Patera
La Dusura Patera è una struttura geologica della superficie di Io.